# 小行星1283
小行星1283（1283 Komsomolia）是一颗围绕太阳公转的小行星。1925年9月25日，苏联天文学家弗拉基米爾·阿爾比茨基在俄罗斯苏维埃联邦社会主义共和国克里米亚发现了此天体，并命名为“共青团星”以纪念苏联共青团员为国家建设做出的伟大成就。[3]
这颗小行星的绝对星等为235.41901等。